# Meterana meyricci
Meterana meyricci är en fjärilsart som beskrevs av George Francis Hampson 1911. Meterana meyricci ingår i släktet Meterana och familjen nattflyn. Inga underarter finns listade i Catalogue of Life.